# Paul Czinner
Paul Czinner (Budapest, 30 maggio 1890 – Londra, 22 giugno 1972) è stato un regista, scrittore e produttore cinematografico ungherese.

## Biografia
Dopo aver studiato letteratura e filosofia all'Università di Vienna, lavorò come giornalista. Nel 1919  iniziò a lavorare nell'industria cinematografica come regista, scrittore e produttore. Emigrò negli Stati Uniti d'America nel 1940. Alla fine della Seconda guerra mondiale tornò in Inghilterra.

## Filmografia

### Regia
- Homo immanis (1919)
- Inferno - cortometraggio (1919)
- Opfer der Leidenschaft (1922)
- Nju (Nju - Eine unverstandene Frau) (1924)
- Der Geiger von Florenz (1926)
- Liebe (1927)
- Doña Juana (1928)
- Fräulein Else (1929)
- Donna perduta (The Way of Lost Souls) (1929)
- The Loves of Ariane (1931)
- Ariane (1931)
- Ariane, jeune fille russe (1932)
- Der träumende Mund (1932)
- Mélo (1932)
- La grande Caterina (The Rise of Catherine the Great) (1934)
- Non mi sfuggirai (Escape Me Never) (1935)
- Come vi piace (As You Like It) (1936)
- Labbra sognanti (Dreaming Lips) (1937)
- Stolen Life (1939)
- Don Giovanni (1955)
- Il Bolshoi Ballet (1957)
- The Royal Ballet (1960)
- Der Rosenkavalier (1962)
- Romeo and Juliet (1966)

### Sceneggiatore
- Der Geiger von Florenz, regia di Paul Czinner - soggetto e sceneggiatura (1926)
- Liebe, regia di Paul Czinner (1927)
- Doña Juana, regia di Paul Czinner (1928)
- Fräulein Else, regia di Paul Czinner (1929)